# Amblyteles crudosus
Amblyteles crudosus là một loài tò vò trong họ Ichneumonidae.